# 新桑扎雷

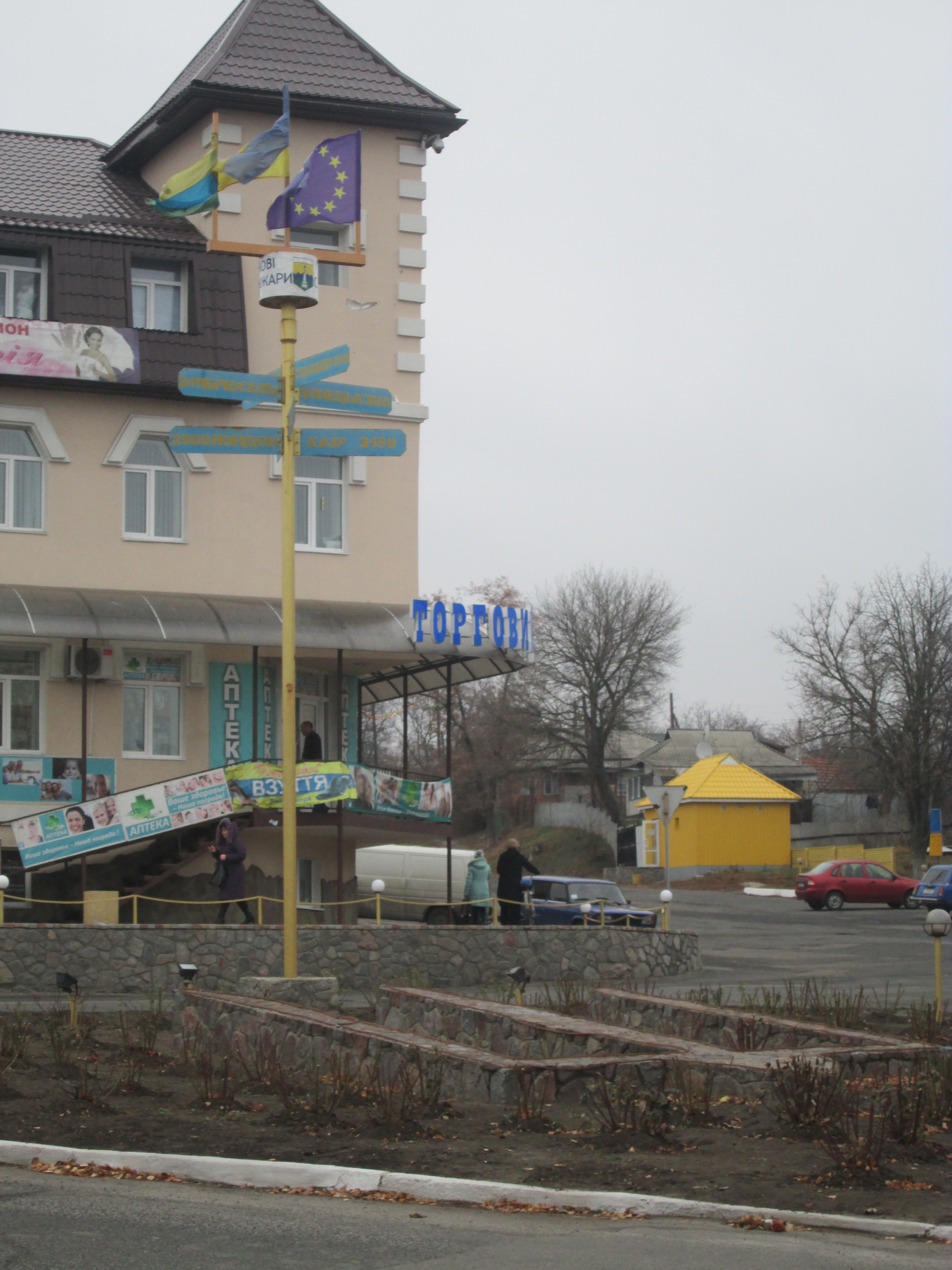
镇中心

新桑扎雷（羅馬化：Novi Sanzhary）是烏克蘭中部波爾塔瓦州波爾塔瓦區新桑扎雷市镇内的鎮及其行政中心。曾是原新桑扎雷區的区府。始建於1243年，面積6.52平方公里，2023年人口6,900，人口密度每平方公里1,297.4人。